# James Swain
Pour les articles homonymes, voir Swain.
James Swain, né le 7 juin 1956, est un écrivain et un joueur de cartes professionnel américain, auteur de roman policier.

## Biographie
En 2001, il publie Le Sens de l'arnaque (Grift Sense), premier volume d'une série consacrée à Tony Valentine, ancien policier, enquêteur spécialisé dans la surveillance des casinos à Las Vegas.
En 2007, avec Le Tueur de minuit (Midnight Rambler), il commence une autre série consacrée à Jack Carpenter, détective privé dans le sud de la Floride.

## Œuvre

### Romans

#### SérieTony Valentine
- Grift Sense (2001)
  - Le Sens de l'arnaque, Éditions du Seuil, coll. « Seuil policiers » (2005)  (ISBN 2-02-066276-0), réédition Le Grand Livre du mois (2005)  (ISBN 2-286-01416-7), réédition Éditions Points, coll. « Points » no P1582 (2006)  (ISBN 2-7578-0160-0)
- Funny Money (2002)
  - Funny Money, Éditions du Seuil, coll. « Seuil policiers » (2006)  (ISBN 2-02-066302-3), réédition Éditions Points, coll. « Points » no P1821 (2007)  (ISBN 978-2-7578-0640-1)
- Sucker Bet (2003)
- Loaded Dice (2004)
- Mr. Lucky (2005)
- Deadman's Poker (2006)
- Deadman's Bluff (2006)
- Jackpot (2010)
- Wild Card (2010)

#### SérieJack Carpenter
- Midnight Rambler (2007)
  - Le Tueur de minuit, Éditions City (2011)  (ISBN 978-2-35288-737-9), réédition Éditions City, coll. « City poche » (2012)  (ISBN 978-2-8246-0223-3)
- The Night Stalker (2006)
- The Night Monster (2009)
  - Nuit monstre, Éditions City (2011)  (ISBN 978-2-35288-864-2)
- The Program (2010)

#### SériePeter Warlock
- Dark Magic (2012)
- Shadow People (2013)

#### SérieJon Lancaster
- The King Tides (2018)
- No Good Deed (2019)
- Bad News Travels Fast (2020)

#### SérieBilly Cunningham
- Take Down (2015)
- Bad Action (2016)
- Super Con (2017)

#### Autres romans
- The Man Who Walked Through Walls (1989)
- Dark Magic (2012)
- The Man Who Cheated Death (2012)
- Shadow People (2013)

### Autres ouvrages
- Don't Blink (1992)
- Miracles with Cards (1996)
- 21st Century Card Magic (1999)

## Prix et récompenses

### Nominations
- Prix Barry 2006 du meilleur roman pour Mr. Lucky[1]
- Prix Barry 2007 du meilleur livre de poche original pour Deadman's Poker[1]
- Prix Barry 2008 du meilleur thriller pour Midnight Rambler[1]
- Prix Barry 2018 du meilleur livre de poche pour Super Con[1]
- Prix Barry 2019 du meilleur thriller pour The King Tides[1]
- Prix Barry 2020 du meilleur livre de poche original pour No Good Deed[1]
- Prix Barry 2021 du meilleur livre de poche pour Bad News Travels Fast[1]